# Horodniceni (gmina)
Horodniceni – gmina w Rumunii, w okręgu Suczawa. Obejmuje miejscowości Botești, Brădățel, Horodniceni, Mihăiești i Rotopănești. W 2011 roku liczyła 3283 mieszkańców.